# 크랙 (앱)
크랙(Crack)은 소프트웨어 회사 뤼튼테크놀로지스가 개발한 대화형 캐릭터 챗봇 사이트이다. 2025년 4월 3일에 정식 출시되었다.
이용자가 직접 캐릭터를 만들거나, 다른 이용자의 캐릭터와 자유롭게 대화할 수 있는 시스템을 갖추고 있다.